# Campeonato Timorense de Futebol - Segunda Divisão de 2017
A Liga Futebol Amadora - Segunda Divisão de 2017 foi a segunda edição do segundo nível do Campeonato Timorense de Futebol. Foi organizada pela Federação de Futebol de Timor-Leste e contou com 13 times participantes.

## Sistema de Disputa
Os times foram divididos em dois grupos, jogando entre si em turno único. Ao final do torneio, a equipa vencedora de cada grupo foi promovida para a Primeira Divisão. Além disso, uma partida final definiu o vencedor do campeonato.
A maior parte dos jogos foram realizados nos estádios das cidades de Baucau e Maliana, seguindo-se a tabela de turno e returno.
Em maio de 2017, foi anunciado um novo torneio, equivalente à Terceira Divisão, que classificou 3 times para a Segunda Divisão de 2018, que contou com 12 equipas apenas. Assim, houve 4 rebaixados nesta edição da Segunda Divisão.

## Equipes Participantes
Nesta edição, participaram os onze times não promovidos da Segunda Divisão de 2016 mais as duas equipes rebaixadas da Primeira Divisão.
| Time                    | Município |
| ----------------------- | --------- |
| FC Aitana (R)           | Díli      |
| Assalam F.C.            | Díli      |
| Atlético Ultramar       | Manatuto  |
| DIT FC (R)              | Díli      |
| Kablaki F.C.            | Same      |
| Café F.C.               | Ermera    |
| Lica-Lica Lemorai       | Viqueque  |
| F.C. Nagardjo           | Díli      |
| Santa Cruz F.C.         | Díli      |
| Sport Díli e Benfica    | Díli      |
| Sporting Clube de Timor | Díli      |
| União                   | Díli      |
| YMCA FC                 | Díli      |

## Classificação Final

### Grupo A
| # | Equipa                   | J  | V | E | D | GP | GC | SG  | Pts | Classificação                  |
| - | ------------------------ | -- | - | - | - | -- | -- | --- | --- | ------------------------------ |
| 1 | DIT FC (P)               | 10 | 8 | 1 | 1 | 49 | 13 | +36 | 25  | Promovido à 1ª Divisão de 2018 |
| 2 | FC Nagarjo               | 10 | 6 | 4 | 0 | 27 | 8  | +19 | 22  | Salvos                         |
| 3 | Santa Cruz               | 10 | 5 | 2 | 3 | 19 | 18 | +1  | 17  | Salvos                         |
| 4 | Kablaki F.C.             | 10 | 3 | 2 | 5 | 11 | 29 | −18 | 11  | Salvos                         |
| 5 | Café F.C. (R)            | 10 | 2 | 2 | 6 | 15 | 27 | −12 | 8   | Rebaixados                     |
| 6 | Sport Díli e Benfica (R) | 10 | 0 | 1 | 9 | 5  | 32 | −27 | 1   | Rebaixados                     |

Última atualização em 31 de agosto de 2017
Fonte: [carece de fontes?]
Regras para classificação: 1º pontos; 2º saldo de gols; 3º gols pró.
(C) = Campeão; (R) = Rebaixado; (P) = Promovido; (O) = Vencedor do play-off; (A) = Classificado para a próxima fase. 
Somente aplicável se a temporada não tiver terminado: 
(Q) = Classificado para a fase do torneio indicada; (TQ) = Classificado para o torneio, mas não para a fase indicada; (DQ) = Desclassificado do torneio.

### Grupo B
| # | Equipa                | J  | V  | E | D  | GP | GC | SG  | Pts | Classificação                  |
| - | --------------------- | -- | -- | - | -- | -- | -- | --- | --- | ------------------------------ |
| 1 | Atlético Ultramar (P) | 12 | 10 | 1 | 1  | 27 | 12 | +15 | 31  | Promovido à 1ª Divisão de 2018 |
| 2 | Assalam F.C.          | 12 | 9  | 1 | 2  | 33 | 11 | +22 | 28  | Salvos                         |
| 3 | Lica-Lica             | 12 | 6  | 3 | 3  | 29 | 15 | +14 | 21  | Salvos                         |
| 4 | FC Aitana             | 12 | 5  | 2 | 5  | 21 | 22 | −1  | 17  | Salvos                         |
| 5 | Sporting              | 12 | 2  | 3 | 7  | 17 | 24 | −7  | 9   | Salvos                         |
| 6 | YMCA FC (R)           | 12 | 2  | 3 | 7  | 14 | 34 | −20 | 9   | Rebaixados                     |
| 7 | União (R)             | 12 | 1  | 1 | 10 | 13 | 46 | −33 | 4   | Rebaixados                     |

Última atualização em 31 de agosto de 2017
Fonte: [carece de fontes?]
Regras para classificação: 1º pontos; 2º saldo de gols; 3º gols pró.
(C) = Campeão; (R) = Rebaixado; (P) = Promovido; (O) = Vencedor do play-off; (A) = Classificado para a próxima fase. 
Somente aplicável se a temporada não tiver terminado: 
(Q) = Classificado para a fase do torneio indicada; (TQ) = Classificado para o torneio, mas não para a fase indicada; (DQ) = Desclassificado do torneio.

## Final do Campeonato
| 22 de setembro de 2017 | Atlético Ultramar                         | 2 – 0     | DIT FC | Kampo Demokracia, Díli |
| 16:00 UTC+9            | Bernardo Ferreira 8' · Favio Cristian 72' | Relatório |        |                        |

## Premiação
| Campeonato Timorense de Futebol - Segunda Divisão de 2017 |
| Timor-Leste                                               |
| --------------------------------------------------------- |
| Atlético Ultramar Campeão (1º título)                     |

### Terceira Divisão
FC Lalenok United, FC Lero e FC Fitun Estudante Lorosae foram promovidos para a Segunda Divisão de 2018.

## Ligações Externas
- Liga Futebol Amadora - Página oficial no Facebook